# بولنت أوزون
بولنت أوزون (بالتركية: Bülent Uzun)‏ هو لاعب كرة قدم تركي في مركز الدفاع، ولد في 21 نوفمبر 1990 في ريزا في تركيا. شارك مع منتخب تركيا الوطني لكرة القدم تحت 15 سنة ‏ ومنتخب تركيا تحت 17 سنة لكرة القدم ومنتخب تركيا تحت 19 سنة لكرة القدم. أما مع النوادي، فقد لعب مع كوجالي سبور ونادي بشكتاش ونادي قاسم باشا ويني ملطية سبور.

## وصلات خارجية
- بولنت أوزون على موقع اتحاد تركيا (لاعب) (الإنجليزية)
- بولنت أوزون على موقع قاعدة بيانات كرة القدم.إي يو (الإنجليزية)